# Mélanie Thierry
Pour les articles homonymes, voir Thierry.
Mélanie Thierry est une actrice et mannequin française née le 17 juillet 1981 à Saint-Germain-en-Laye (Île-de-France).
Après plusieurs seconds rôles à la télévision elle est révélée par son rôle de Léa dans le thriller  Écorchés de Cheyenne Carron en 2005. Pour ce rôle elle remporte le Prix d'interprétation féminine du Festival international du film de Saint-Jean-de-Luz. En 2010 elle obtient le César du meilleur espoir féminin pour Le Dernier pour la route puis tient le premier rôle dans La Princesse de Montpensier de Bertrand Tavernier l'année suivante.
Au cours de sa carrière elle a tourné sous la direction de nombreux cinéastes aussi bien français qu'étrangers dont André Téchiné, Terry Gilliam, Albert Dupontel, Maïwenn, Cheyenne Carron, Bertrand Tavernier, Jérôme Salle, Mathieu Kassovitz, etc.

## Biographie

### Jeunesse et débuts précoces
D'origine normande, d'un père représentant dans la restauration, et d'une mère préparatrice en pharmacie qui travaille à mi-temps pour s'occuper de ses enfants, Mélanie Thierry grandit à Sartrouville,. Elle arrête sa scolarité durant son lycée, selon les sources[réf. nécessaire].
Elle tourne des spots publicitaires et participe à des téléfilms, dès l'âge de 13 ans, sous l'égide de l'agence Boutchou. En tant que mannequin, elle est ensuite engagée par l'agence Karin et pose pour Hermès, photographiée par Chico Bialas. Elle pose aussi pour Paolo Roversi et Peter Lindbergh dans Vogue Italia, pour Jean-Baptiste Mondino dans The Face, pour Bruno Aveillan dans Double (couverture), pour la campagne Krizia dans Elle USA et pour la campagne Opium d'YSL.
Parallèlement, elle a une carrière d'actrice : ancienne élève du cours de Jean-Laurent Cochet, et coachée par Fred Saurel elle apparaît dans le clip de FFF Le Pire et le Meilleur et enchaîne des petits rôles à la télévision.
Elle apparaît pour la première fois au cinéma, choisie par Patrick Timsit pour incarner son Esmeralda dans la satire Quasimodo d'El Paris, sortie en 1999. Le film divise la critique, mais reste un gros projet, propulsant la jeune actrice comme une valeur montante, alors qu'elle est âgée de 18 ans. La même année sort discrètement, tournée juste avant Quasimodo, la romance La Légende du pianiste sur l'océan, de Giuseppe Tornatore, qui lui permet de donner la réplique à Tim Roth.
Elle connaît un succès commercial en 2001 avec la comédie dramatique 15 août, de Patrick Alessandrin, mais enchaîne aussi des projets passés inaperçus : en 2002, elle tient le premier rôle féminin de la comédie décalée Jojo la frite, de Nicolas Cuche et n'hésite pas à revenir à la télévision pour le téléfilm L'Enfant de l'aube, de Marc Angelo, diffusé en 2004. Enfin, en 2005, elle est la tête d'affiche d'un long-métrage modeste, le thriller Écorchés, de Cheyenne Carron.

### Reconnaissance critique et carrière internationale (2006-2009)
L'année 2006 lui permet de percer : au cinéma, elle est choisie par l'actrice Maïwenn, devenue réalisatrice, pour jouer dans le drame expérimental Pardonnez-moi, remplaçant au débotté Sara Forestier pour ce rôle. Parallèlement, elle fait ses débuts à Hollywood dans la distribution du film indépendant Pu-239, écrit et réalisé par Scott Z. Burns. Enfin, à la télévision, elle est dans la distribution de la mini-série télévisée Fête de famille et apparaît dans quelques épisodes de Merci, les enfants vont bien. Mais surtout, cette même année, c'est au théâtre qu'elle reçoit un accueil critique important : elle joue le personnage central du Vieux Juif blonde, une pièce écrite par Amanda Sthers.
Lors du Festival du cinéma américain de Deauville 2007, elle est membre du jury du Prix de la Révélation Cartier.
Cette exposition importante lui permet d'enchaîner avec de gros projets : en 2007, elle partage l'affiche du thriller de science-fiction Chrysalis, de Julien Leclercq avec Albert Dupontel. Puis en 2008, elle tient le premier rôle féminin du blockbuster Babylon A.D. ; la promotion  de cette réalisation de Mathieu Kassovitz, adaptée du roman Babylon Babies de Maurice Dantec, est compliquée par les tensions entre le cinéaste et  l'acteur vedette Vin Diesel. Le film se solde par un échec critique et commercial cuisant. L'actrice peut cependant compter sur le succès surprise de Largo Winch, gros projet du cinéma français, mis en scène par Jérôme Salle, adapté de la bande dessinée franco-belge éponyme.
En 2009, elle renoue avec des projets d'auteur, sa prestation dans le drame Le Dernier pour la route, de Philippe Godeau, face à François Cluzet, lui permet de décrocher, le 27 février 2010, le César du meilleur espoir féminin. Au théâtre, sa performance dans la pièce Baby Doll, lui vaut une nomination au Molière de la comédienne 2009. Cette même année, elle est à l'affiche de deux films en costumes : elle incarne Charlotte Desrives dans le biopic L'Autre Dumas, de Safy Nebbou, et joue Marie de Montpensier dans La Princesse de Montpensier, de Bertrand Tavernier.

### Films récents (depuis 2010)

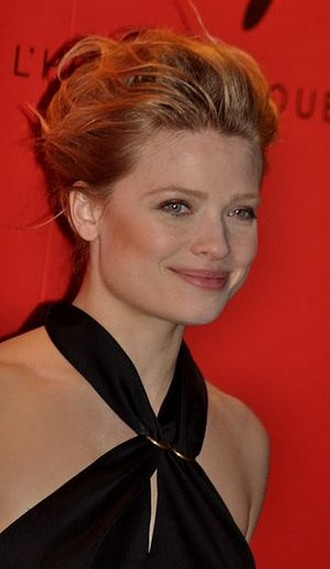
Mélanie Thierry en 2011 à la des César.

En 2011, elle fait partie du casting de stars de la comédie dramatique Impardonnables d'André Téchiné. En 2012, elle tient le rôle-titre du drame Ombline, de Stéphane Cazes, qui passe inaperçu. Mais la même année, la comédie dramatique Comme des frères, de Hugo Gélin rencontre le succès ; elle y côtoie François-Xavier Demaison, Nicolas Duvauchelle et Pierre Niney, et remporte le prix d'interprétation féminine au Festival du film de Sarlat 2012.
Elle revient ensuite à de gros projets : en 2013, elle partage l'affiche du polar L'Autre Vie de Richard Kemp, écrit et réalisé par Germinal Alvarez, avec Jean-Hugues Anglade. Elle retrouve aussi Duvauchelle pour le drame Pour une femme, de Diane Kurys ; enfin, elle fait partie du casting international réuni par Terry Gilliam pour son expérimental Le Théorème Zéro. Les deux premiers films passent inaperçus, mais le dernier reçoit un accueil critique enthousiaste.
En 2014, elle tient le premier rôle féminin du drame canadien Le Règne de la beauté, écrit et réalisé par Denys Arcand. Et en 2015, elle retrouve Duvauchelle une troisième fois pour le drame Je ne suis pas un salaud, écrit et réalisé par Emmanuel Finkiel. La même année, elle est au casting d'un projet américain, la comédie d'action Un jour comme un autre, de Fernando León de Aranoa. Elle y donne la réplique à Benicio Del Toro. La même année, lors du 32e Festival du film de Cabourg, elle fait partie du jury présidé par l'actrice Juliette Binoche.
L'année 2016 la voit évoluer dans un drame français, La Danseuse, de Stéphanie Di Giusto ; en 2017 elle retrouve Dupontel, cette fois comme réalisateur, pour Au revoir là-haut ; et en 2018, elle retrouve le scénariste-réalisateur Emmanuel Finkiel pour La Douleur. Elle y prête ses traits à Marguerite Duras. En 2021, elle interprète Ariane, la patiente du lundi éprise de son psychanalyste Philippe Dayan (Frédéric Pierrot), dans la série télévisée En thérapie créée par Éric Toledano et Olivier Nakache, et diffusée depuis le 4 février 2021 sur Arte.
En 2025, à l’occasion de la sortie du film d’Emmanuel Finkiel, son talent fait l’objet de critiques enthousiastes et unanimes pour son interprétation du rôle-titre de La Chambre de Mariana, pour lequel elle a appris l’ukrainien.

### Vie privée
Mélanie Thierry est en couple avec le chanteur français Raphaël depuis 2002. Ils ont ensemble trois garçons : Roman (né en 2008), Aliocha (né en 2013) et le troisième Isaac (né en 2024). Le couple se marie le 17 juin 2022.

## Filmographie

### Cinéma
- 1998 : La Légende du pianiste sur l'océan (La leggenda del pianista sull'oceano) de Giuseppe Tornatore : la fille qui fait rêver 1900
- 1999 : Quasimodo d'El Paris de Patrick Timsit : Esmeralda / Agnès
- 1999 : La Fête du cinéma 1999 (court métrage) de Jean-Marie Dreujou :
- 2000 : Canone inverso - Making Love de Ricky Tognazzi : Sophie Levi
- 2001 : 15 août de Patrick Alessandrin : Julie
- 2002 : Jojo la frite de Nicolas Cuche : Camilla
- 2003 : Passages (court métrage) de Colas Rifkiss et Mathias Rifkiss : Hannah
- 2005 : Écorchés de Cheyenne Carron : Léa
- 2006 : Pardonnez-moi de Maïwenn : Nadia
- 2006 : Pu-239 de Scott Z. Burns : Oxsana
- 2007 : Chrysalis de Julien Leclercq : Helena / Manon Brügen
- 2008 : Babylon A.D. de Mathieu Kassovitz : Aurora
- 2008 : Largo Winch de Jérôme Salle : Léa / Naomi
- 2009 : Je vais te manquer d'Amanda Sthers : Ornella
- 2009 : Le Dernier pour la route de Philippe Godeau : Magali
- 2010 : L'Autre Dumas de Safy Nebbou : Charlotte Desrives
- 2010 : La Princesse de Montpensier de Bertrand Tavernier : Marie de Montpensier, en réalité Renée d'Anjou-Mézières[réf. nécessaire]
- 2011 : Impardonnables d'André Téchiné : Alice
- 2011 : La Vitesse du passé (court métrage) de Dominique Rocher : Margot
- 2012 : Comme des frères de Hugo Gélin : Charlie
- 2012 : Ombline de Stéphane Cazes : Ombline Morin
- 2013 : L'Autre Vie de Richard Kemp de Germinal Alvarez : Hélène Batistelli
- 2013 : Pour une femme de Diane Kurys : Lena
- 2013 : Zero Theorem (The Zero Theorem) de Terry Gilliam : Bainsley
- 2013 : Revox (court métrage) de Raphaël Haroche :
- 2014 : Le Règne de la beauté de Denys Arcand : Stéphanie
- 2015 : Je ne suis pas un salaud d'Emmanuel Finkiel : Karine
- 2016 : Un jour comme un autre (A Perfect Day) de Fernando León de Aranoa : Sophie
- 2016 : La Danseuse de Stéphanie Di Giusto : Gabrielle Bloch
- 2017 : Au revoir là-haut d'Albert Dupontel : Pauline
- 2018 : La Douleur d'Emmanuel Finkiel : Marguerite Duras
- 2018 : Œdipe (court métrage) de Tito Gonzalez Garcia
- 2018 : Le vent tourne de Bettina Oberli : Pauline
- 2018 : La Dernière Nuit (court métrage) d'Alexandre Smia : Lea Kahn
- 2020 : Da 5 Bloods : Frères de sang (Da 5 Bloods) de Spike Lee : Hedy
- 2020 : Pas de deux (court métrage) de Yaël Cojot-Goldberg
- 2021 : Tralala d'Arnaud et Jean-Marie Larrieu : Jeannie
- 2021 : La Vraie Famille de Fabien Gorgeart : Anna[15]
- 2023 : L'Établi de Mathias Gokalp : Nicole
- 2023 : Soudain seuls de Thomas Bidegain : Laura
- 2023 : Captives d'Arnaud des Pallières : Fanni
- 2025 : La Chambre de Mariana d'Emmanuel Finkiel : Mariana
- 2025 : Connemara d'Alex Lutz : Hélène

### Télévision
- 1996 : L'Amerloque de Jean-Claude Sussfeld : Henriette
- 1997 : Docteur Sylvestre (D'origine Inconnue) de Dominique Tabuteau : Julie
- 1997 : Des gens si bien élevés d'Alain Nahum : Agathe
- 1997 : Parisien tête de chien de Christiane Spiero : Chantal
- 2003 : Charles II : The Power and the Passion : Louise de Kéroualle
- 2004 : L'Enfant de l'aube de Marc Angelo : Camille
- 2005 : Fête de famille, de Lorenzo Gabriele : Betty
- 2005-2006 : Merci, les enfants vont bien (Saisons 1-2) : Isis
- 2012 : Henry V de Thea Sharrock : Princess Katherine
- 2020-2025 : No Man's Land d'Oded Ruskin (série télévisée, saisons 1 et 2) : Anna Habert
- 2021 : En thérapie d'Éric Toledano et Olivier Nakache : Ariane

### Clips
- Le Pire et le Meilleur de FFF
- Caravane de Raphaël
- Le train du soir de Raphaël

## Théâtre
- 2001 : Crime et Châtiment d'après Dostoïevski, mise en scène Robert Hossein, Théâtre Marigny
- 2006 : Le Vieux Juif blonde d'Amanda Sthers, mise en scène Jacques Weber, Théâtre des Mathurins
- 2009 : Baby Doll de Tennessee Williams, mise en scène Benoît Lavigne, Théâtre de l'Atelier
- 2010 : Baby Doll de Tennessee Williams, mise en scène Benoît Lavigne.
- 2015 : Anna Christie d'Eugène O'Neill, mise en scène Jean-Louis Martinelli, Théâtre de l'Atelier

## Discographie
- 2011 : Ne dis rien avec Lulu Gainsbourg sur l'album From Gainsbourg to Lulu
- 2017 : La question est why avec Raphaël sur l'album Anticyclone

## Distinctions

### Décorations
- Chevalière de la Légion d'honneur (2025)[16]

### Récompenses
- Festival international du film de Saint-Jean-de-Luz 2005 : Prix d'interprétation féminine pour Écorchés
- César 2010 : Meilleur espoir féminin pour Le Dernier pour la route
- Festival du film de Sarlat 2012 : prix d'interprétation féminine pour Comme des frères
- Festival du film de Cabourg 2018 : Swann d'or de la meilleure actrice pour La Douleur[17].
- Festival du film francophone d'Angoulême 2021 : Valois de la meilleure actrice pour La Vraie Famille[18]

### Nominations
- Molières 2009 : Molière de la comédienne pour Baby Doll
- César 2017 : César de la meilleure actrice dans un second rôle pour La Danseuse
- César 2018 : César de la meilleure actrice dans un second rôle pour Au revoir là-haut
- César 2019 : César de la meilleure actrice pour La Douleur
- Globes de cristal 2019 : Globe de cristal de la meilleure actrice pour La Douleur
- Lumières 2019 : Lumière de la meilleure actrice pour La Douleur